# Stadion Kotajk w Abowianiu
Stadion Kotajk – piłkarski stadion w Abowianiu, w Armenii. Obiekt może pomieścić 5500 widzów. Swoje spotkania na stadionie rozgrywają piłkarze klubu Kotajk Abowian. Został otwarty w 1966 roku.